# Идеальный парень (телесериал)
Идеа́льный па́рень (My Absolute Boyfriend / 절대 그이 / Jeoldae Geui так же известна под названиями Король романтических комедий / 로코킹 / Rokoking / Romantic Comedy King / Король ромкомов) — южнокорейская дорама. В главных ролях Ё Чжин Гу, Пан Мин А, Хон Чжон Хён. Дорама снята по оригиналу manga series «Zettai Kareshi» by Yuu Watase.

## Сюжет
Молодая девушка Да Да, работающая визажистом на съемочной площадке расстается со своим парнем — восходящей звездой телеэкранов Ма Ван Джоном. За 7 лет их отношений, он не просто не сделал ей предложение руки и сердца, но и всячески скрывал их отношения от окружающих. Однажды на съемочную площадку заказали несколько манекенов, но произошла ошибка и, вместо муляжа, доставили настоящего робота, который был создан для Дианы — богатой девушки, любящей играть и портить все свои игрушки. Так получилось, что Да Да теперь должна целую неделю ухаживать за роботом, который так похож на настоящего идеального парня и ведет себя как настоящий джентльмен.

## Основные персонажи и исполнители
Изначально главные роли были присуждены Сон Джи-Хё и Чхон Джи-Мёну, но актёры отклонили предложение.
Ё Чжин Гу — Zero Nine/Young Goo
Пан Мин А — Da Da
Хон Чжон Хён — Ma Wang Joon
Хон Со Ён — Diana
Чхве Сон Вон — Num Bo Won, создатель Ян Го
Чха Ми Ён — Baek Kyu Ri, подруга Да Ды из команды визажистов
Чхве Чжу Вон — Hwa Ni, друг Да Ды из команды визажистов
Хон Сок Чхон — Geum Eun Dong, режиссер Ма Ван Джона
Ха Дже Сук — Yeo Woong, менеджер Ма Ван Джона

## Трансляция
Телесериал транслировался по средам и четвергам в 22:00 (КСТ) на корейском телеканале SBS с 15 мая 2019 по 11 июля 2019 года по две серии.
Изначально планировалось выпустить 40 эпизодов, но SBS выпустил только 36 из-за низких рейтингов, а также приостановил показ. Международная трансляция остается в 40 эпизодах.
| Номер | Дата показа  | Название |
| ----- | ------------ | -------- |
| 01    | 15 мая 2019  | Серия 1  |
| 02    | 15 мая 2019  | Серия 2  |
| 03    | 16 мая 2019  | Серия 3  |
| 04    | 16 мая 2019  | Серия 4  |
| 05    | 22 мая 2019  | Серия 5  |
| 06    | 22 мая 2019  | Серия 6  |
| 07    | 23 мая 2019  | Серия 7  |
| 08    | 23 мая 2019  | Серия 8  |
| 09    | 29 мая 2019  | Серия 9  |
| 10    | 29 мая 2019  | Серия 10 |
| 11    | 30 мая 2019  | Серия 11 |
| 12    | 30 мая 2019  | Серия 12 |
| 13    | 5 июля 2019  | Серия 13 |
| 14    | 5 июля 2019  | Серия 14 |
| 15    | 6 июля 2019  | Серия 15 |
| 16    | 6 июля 2019  | Серия 16 |
| 17    | 12 июня 2019 | Серия 17 |
| 18    | 12 июня 2019 | Серия 18 |
| 19    | 13 июня 2019 | Серия 19 |
| 20    | 13 июня 2019 | Серия 20 |
| 21    | 19 июня 2019 | Серия 21 |
| 22    | 19 июня 2019 | Серия 22 |
| 23    | 20 июня 2019 | Серия 23 |
| 24    | 20 июня 2019 | Серия 24 |
| 25    | 26 июня 2019 | Серия 25 |
| 26    | 26 июня 2019 | Серия 26 |
| 27    | 27 июня 2019 | Серия 27 |
| 28    | 27 июня 2019 | Серия 28 |
| 29    | 3 июля 2019  | Серия 29 |
| 30    | 3 июля 2019  | Серия 30 |
| 31    | 4 июля 2019  | Серия 31 |
| 32    | 4 июля 2019  | Серия 32 |
| 33    | 10 июля 2019 | Серия 33 |
| 34    | 10 июля 2019 | Серия 34 |
| 35    | 11 июля 2019 | Серия 35 |
| 36    | 11 июля 2019 | Серия 36 |